# 石黒村 (富山県)
石黒村（いしぐろむら）は、かつて富山県西礪波郡にあった村。
村名は、天正以来の郷名の石黒の名称からとられた。

## 沿革
- 1889年（明治22年）4月1日 - 町村制の施行により、礪波郡川合田村、和泉村、松木村、八幡村、中ノ江村、法林寺村、定竜寺村、西勝寺村、間谷新村、桐木村の区域の一部及び遊部村の区域の一部の区域をもって、礪波郡石黒村が発足する。
- 1896年（明治29年）3月29日 - 郡制の施行のため、礪波郡が分割して、西礪波郡が発足により、西礪波郡に所属となる
- 1952年（昭和27年）5月1日 - 西礪波郡福光町、石黒村、西太美村、広瀬村、広瀬館村、太美山村、東太美村、吉江村、東礪波郡北山田村及び山田村が合併して、西礪波郡福光町が発足する。

## 人口統計
石黒村の1915年末の人口は1530人である。

## 経済
農業
『大日本篤農家名鑑』によれば、石黒村の篤農家は池田、石崎、河合、堀田などがいた。

## 地域

### 施設
宗教
- 光徳寺（真宗大谷派）[5]

### 医療
医師
- 河合忠次[6]